# カン (ソンム県)
カン（フランス語：Quend）は、フランス北部のオー＝ド＝フランス地域圏、ソンム県にあるコミューン。

## 地理
カンは、D940、A16上にあり、いくつかの村（モンショー、ルティオヴィルなど）がある。

## 歴史
6世紀に町の教会が完成し、フランス地図を作る際、三角点として使用されてきた。1905年3月15日、この教会の尖塔に落雷した。また、1944年には、フランスの連合軍が侵入し、町が破壊された。

## 人口
| 年 | 1962 | 1968 | 1975 | 1982 | 1990 | 1999 | 2006 |
| --- | ---- | ---- | ---- | ---- | ---- | ---- | ---- |
| 人口 | 1337 | 1345 | 1315 | 1243 | 1209 | 1205 | 1397 |
| 1962年より複数のコミューンに居住地を持つ住民(例:学生、軍人)を2人として数えるのを中止し1人とのみカウントしている。 |      |      |      |      |      |      |      |

## 観光と文化
2005年から、カンではA映画祭が行われている。

## 人物
- Roger Noyon：アーティスト